# Cathédrale Saint-Nicolas de Nikortsminda
La cathédrale Saint-Nicolas de Nikortsminda ou Nikortsminda, (en géorgien : ნიკორწმინდის ტაძარი Nikorts'mindis t'adzari), est un édifice géorgien du XIe siècle. Elle est située sur une colline, au nord-ouest de la Géorgie, dans la région de Ratcha-Letchkhoumie et Basse Svanétie, non loin de la capitale régionale Ambrolaouri. Elle présente un intérêt exceptionnel en raison de l'abondance et de l'excellent état de conservation des sculptures qui ornent notamment ses façades, ce qui en fait un des fleurons de l'architecture ecclésiastique géorgienne, mais aussi parce que sa coupole  est l’une des deux seules coupoles d’églises géorgiennes du XIe siècle conservées dans leur état primitif, avec celle de l’église de Manglissi.

## Histoire
Comme l’atteste l’une des nombreuses inscriptions en vieux géorgien gravées sur le monument, l’église de Nikortsminda fut édifiée entre 1010 et 1014, sous le règne du roi Bagrat III de Géorgie. En 1534, elle fut restaurée à l’initiative du roi Bagrat III d'Iméréthie, qui en fit un siège épiscopal. Les fresques qui la décorent à l'intérieur furent peintes aux XVIe et XVIIe siècles. Nikortsminda est aujourd’hui le siège de l’éparchie de Ratcha.

## Architecture
Vue de l'extérieur, la cathédrale de Nikortsminda présente l’apparence d'un plan cruciforme à coupole, conforme aux usages du XIe siècle en Géorgie, mais l'intérieur révèle une structure beaucoup plus complexe. Six absides sont greffées sur un corps basilical. Le plan initial était hexagonal, mais il a subi des modifications lors d'agrandissements qui sont intervenus dès le milieu du XIe siècle, avec l'adjonction, à l’ouest et au sud, de deux porches qui ont un peu rompu l’harmonie de l'ensemble. L’église de Nikortsminda possède six transepts, au lieu des quatre transepts habituels. Le dôme repose sur un tambour percé de douze fenêtres très étroites aux architraves finement sculptées.
Le campanile, avec son escalier en colimaçon, date quant à lui de la deuxième moitié du XIXe siècle.

## Sculptures

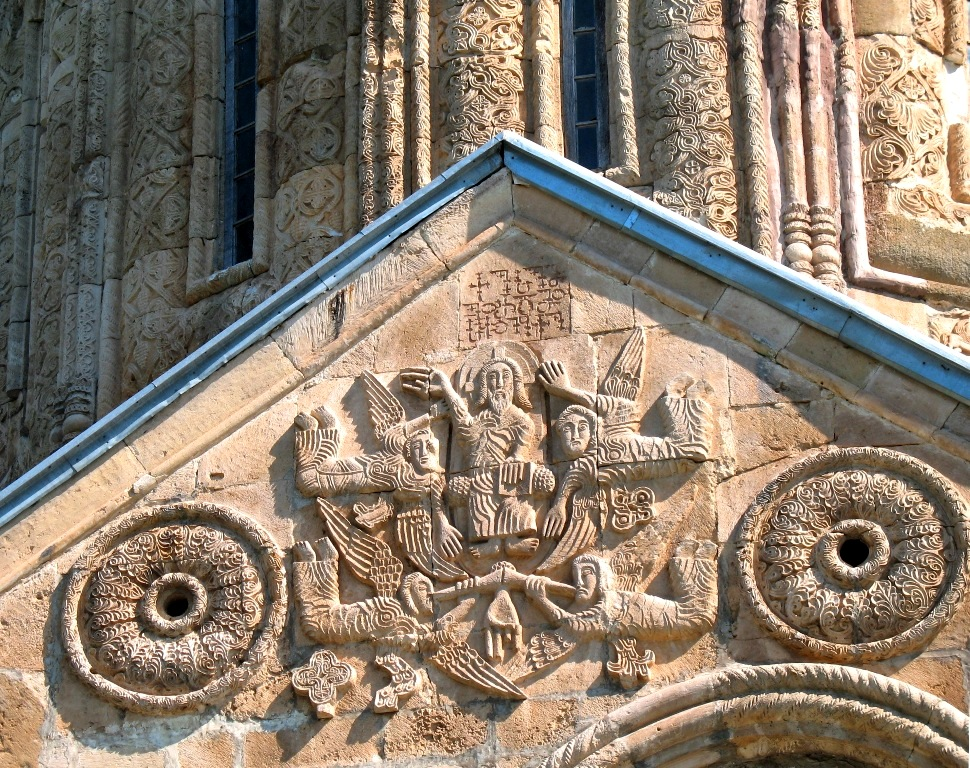
Un tympan sculpté

Les sculptures qui décorent les façades sont exceptionnelles dans l'architecture religieuse géorgienne, elles ne trouvent d’équivalent que dans l’église de Koumourdo en Djavakhétie, bâtie seize ans plus tôt. Mais les sculptures ne se rencontrent pas seulement sur la façade, elles ornent également en abondance les fenêtres du tambour qui supporte la coupole, les bases et les chapiteaux des piliers, les porches. Tous les ornements que l’on peut trouver dans les églises géorgiennes construites à cette époque semblent ici rassemblés.
Le thème central des sculptures est la gloire du Christ et le Jugement dernier. La façade sud est par exemple couronnée d’un Christ assis sur un trône porté par quatre anges, ce qui symbolise la Seconde venue, comme le précise une inscription. Sur le tympan sud, les branches de la croix, également portée par quatre anges, sont entourées de pommes de pin, symbole de résurrection.
Sur le tympan de l'entrée ouest, une sculpture représente le Christ entre deux cavaliers affrontés: tandis que saint Georges terrasse un dragon, symbole du Mal, saint Théodore frappe l’empereur Dioclétien, le dernier empereur romain à avoir persécuté les chrétiens en grand nombre. Ces deux saints sont également représentés ensemble une seconde fois, sur la façade est.
La décoration témoigne de l’intégration de thèmes païens à l’iconographie chrétienne. Elle représente des animaux, des oiseaux, des motifs floraux, mais aussi des créatures fantastiques tels que griffons et chevaux ailés.

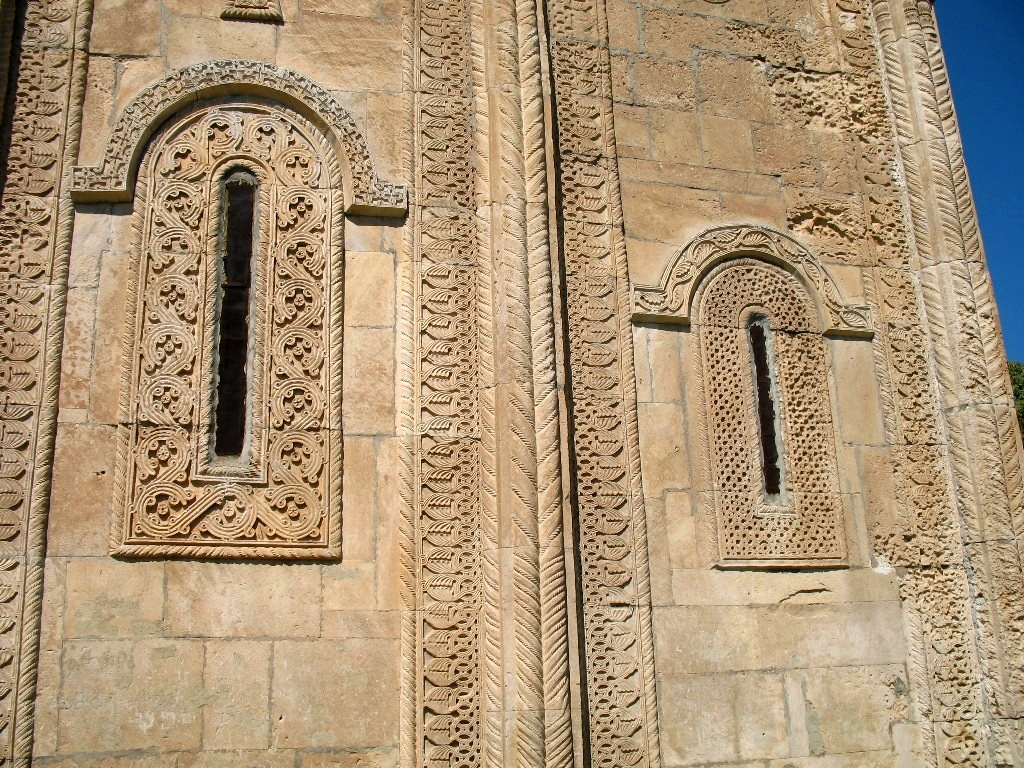
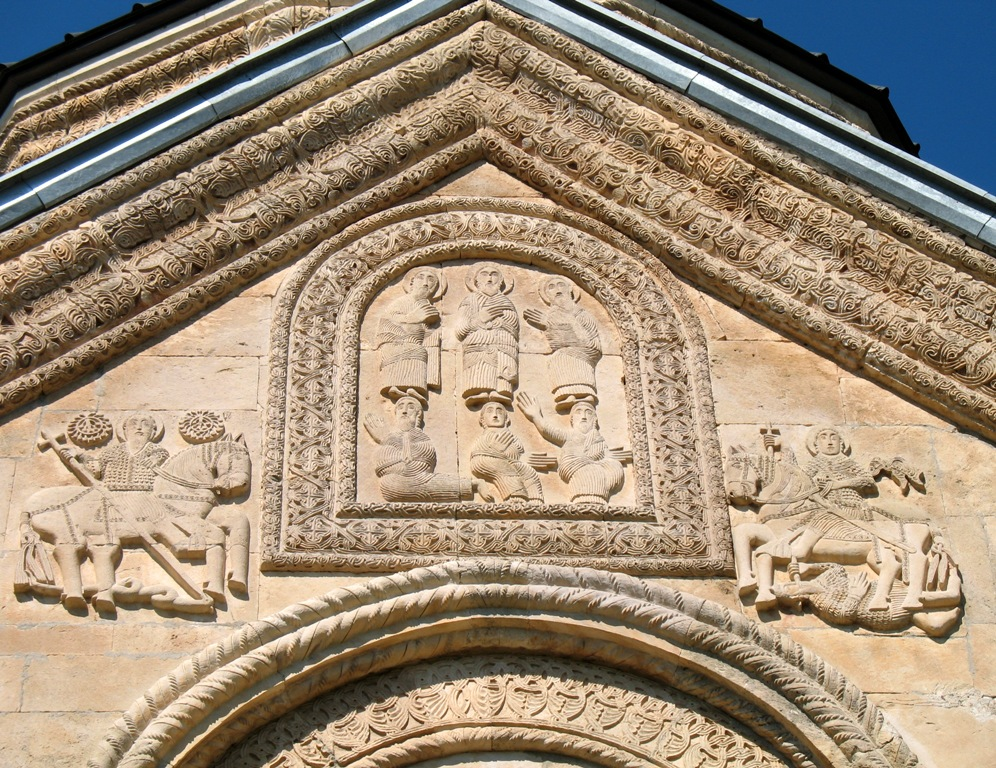
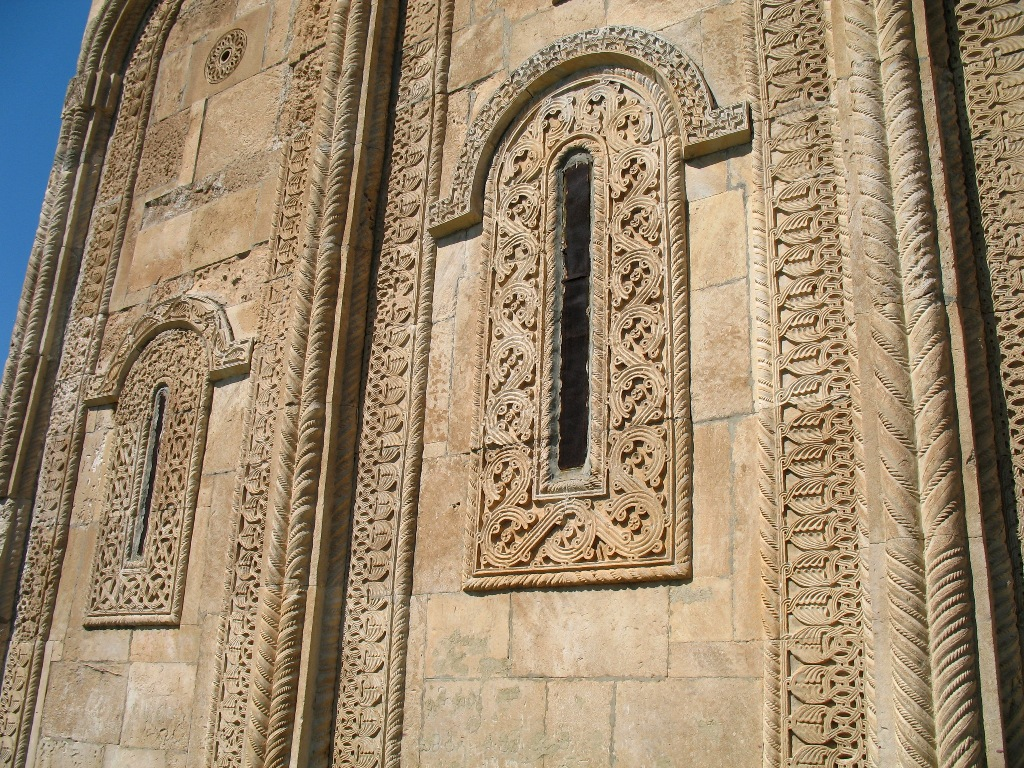
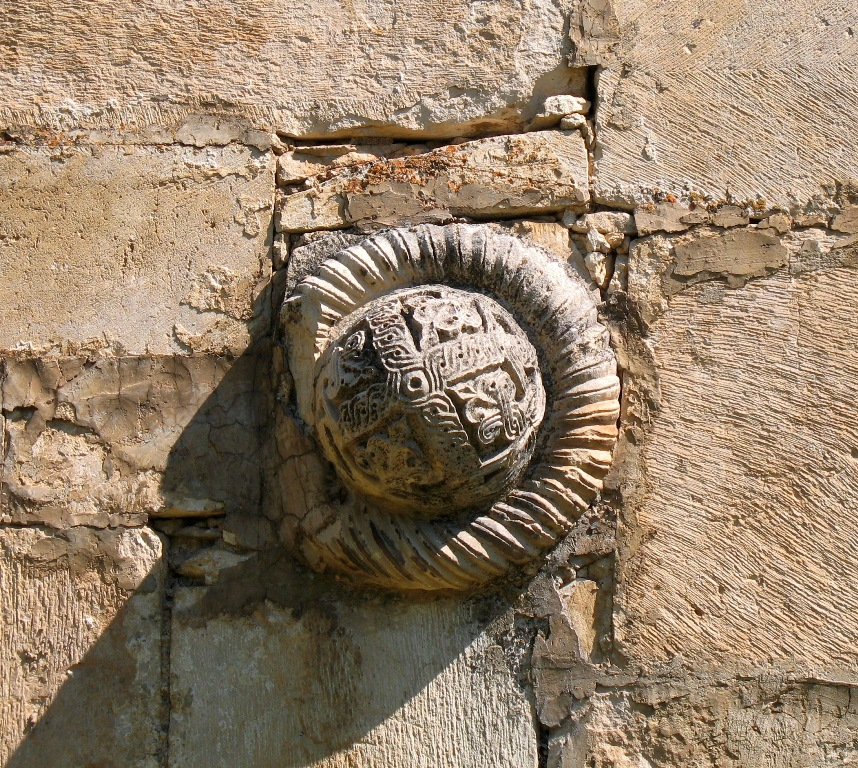

## Fresques
Peintes aux XVIe et XVIIe siècles, elles racontent la vie du Christ. Elles furent commandées par le duc de Ratcha Tsouloukidzé  წულუკიძე et réalisées par le peintre qui avait décoré le monastère de Guélati.

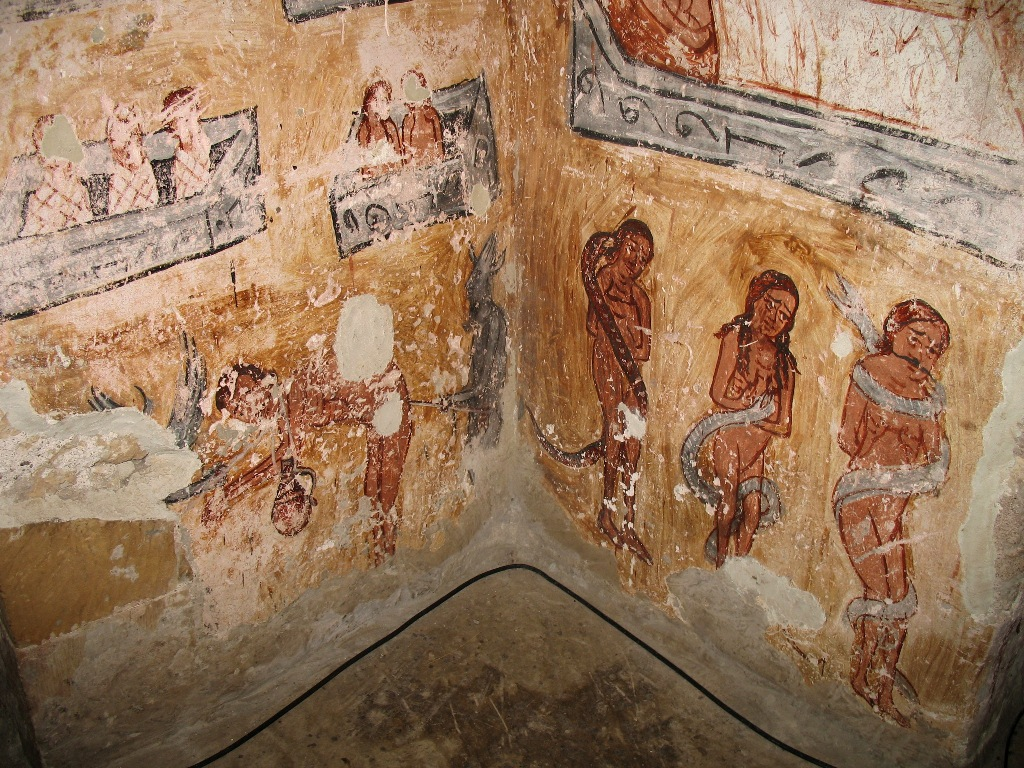
Une fresque
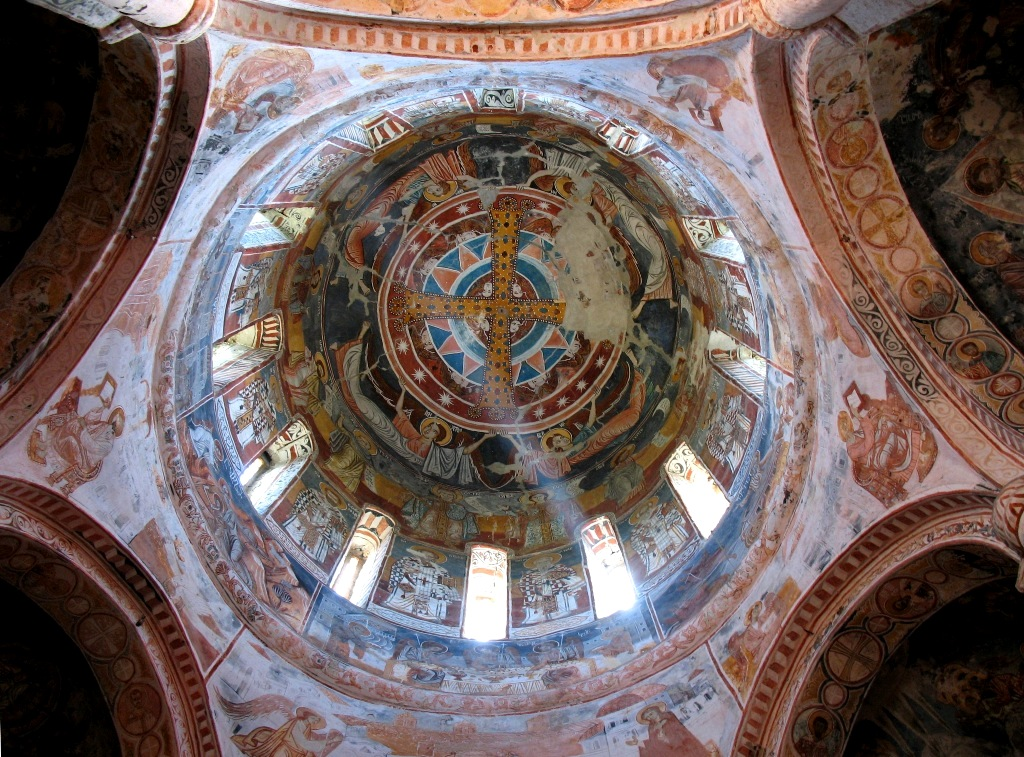
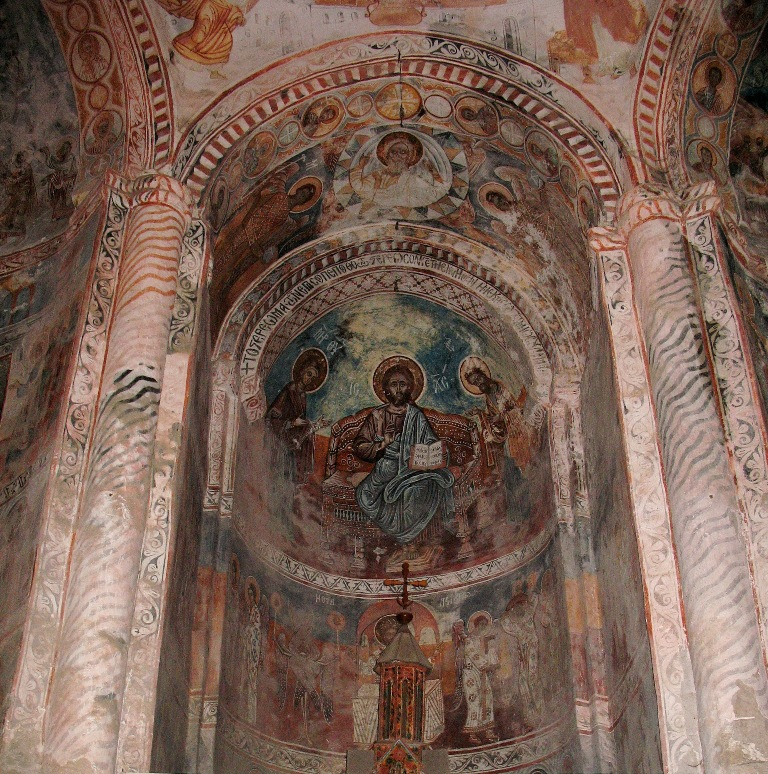
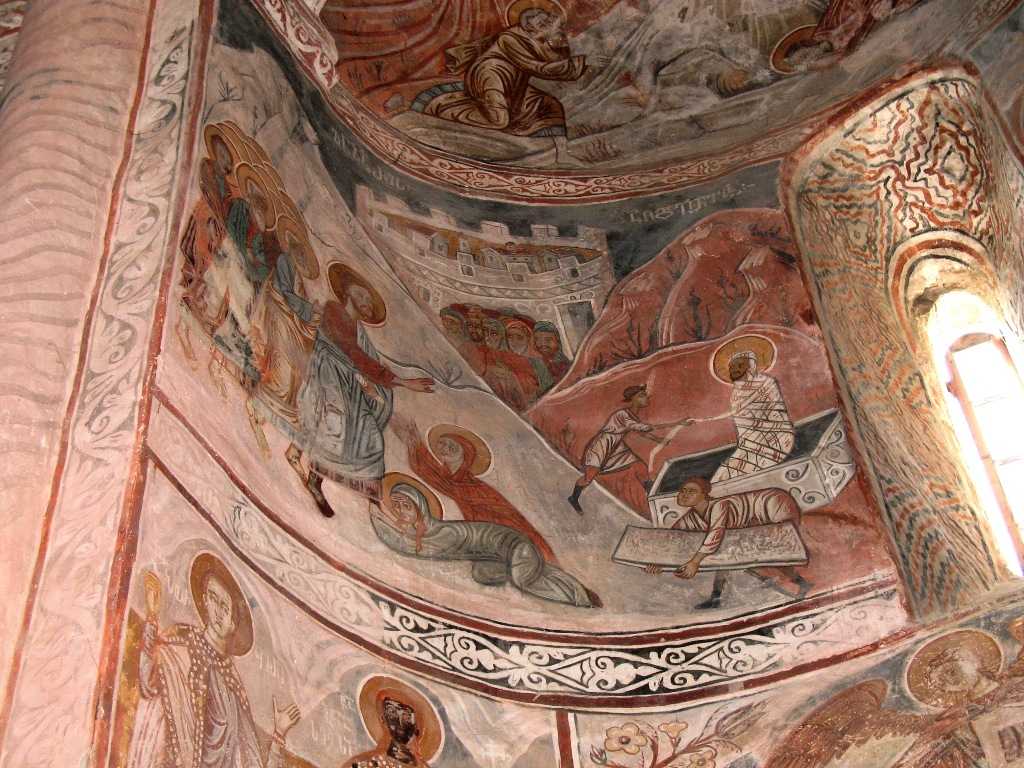
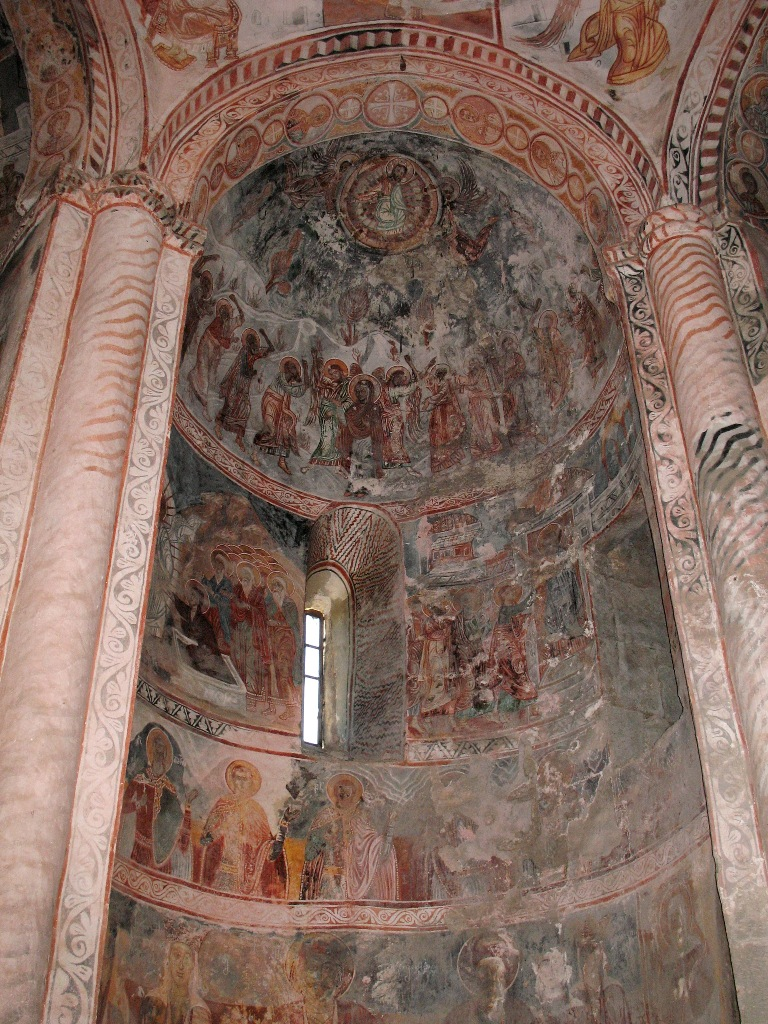

### Ouvrages
- Tania Velmans et Adriano Alpago Novello (trad. de l'italien), Miroir de l’invisible : Peintures murales et architecture de la Géorgie (VIe-XVe S.), Saint-Léger-Vauban, Zodiaque, 1996, 295 p. (ISBN 2-7369-0226-2)
- Nicolas Landru, Le Petit futé Georgie, 3e édition, Paris, Nouvelles éd. de l'Université, coll. « Guide Petit futé », 2008, 388 p. (ISBN 978-2-7469-2153-5), p. 330-333
- (en) Roger Rosen, Georgia : A Sovereign Country of the Caucasus (La Géorgie, un État souverain du Caucase), coll. « Odyssey Guides », 2004 (ISBN 962-21-7748-4), p. 237-238
- (de) Marlies Kriegenherdt, Georgien : Handbuch für individuelles Entdecken, Reise Know-How Verlag, 2008 (ISBN 978-3-8317-1681-4), p. 213-216
- (ka) Გზაbკვლელი საქართველო Guide Géorgie, fascicule édité (en géorgien) par l'Office de Tourisme géorgien à Tbilissi,‎ 2010, p. 78-87